# 裴有萃
裴有萃（越南语：／；1867年—？年），越南阮朝官員。

## 生平
裴有萃是乂安省英山府南壇縣春柳總青水社（今屬乂安省南壇縣南青社）人，嗣德二十年（1867年）出生。維新三年（1909年），參加乂安場鄉試，考中舉人。次年（1910年），會試中格，庭試考中第三甲同進士出身。後任御史、學部承辦、吏部郎中。